# La Poste (Gabon)
Pour les articles homonymes, voir La Poste.
 La Poste SA  alias La Poste gabonaise, est l'opérateur principal des postes désigné du service postal au Gabon.

## Réglementation

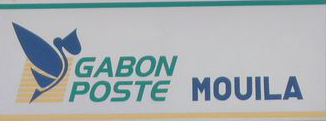
Enseigne d'un bureau de poste avec l'ancien logo représentant un pélican (2006).

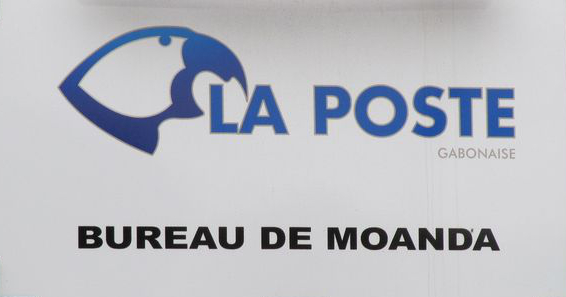
Enseigne d'un bureau de poste avec le nouveau logo figurant un perroquet gris du Gabon (2010).

En juin 2001, l'Office des postes et télécommunications (OPT) est dissous, les activités postales sont transférées à la société anonyme d’économie mixte Gabon Poste. Après la liquidation de Gabon Poste en 2006, La Poste SA reprend les activités avec une nouvelle  direction. Le service postal gabonais est réglementé par la loi 006/2001 du 27 juin 2001.

## Missions
Selon sa loi,  le service public des postes comprend : 
- le service universel du courrier ;
- le service bancaire ;
- les services financiers postaux